# Oblast Velikieje Loeki
De oblast Velikieje Loeki (Russisch: Великолукская область, Velikoloekskaja oblast) was een oblast van de RSFSR van 1944 tot 1957. De oblast was gelegen in het noordwesten van Europees Rusland. Het gebied maakt onderdeel uit van de oblasten Novgorod, Pskov en Tver. De hoofdstad was Velikieje Loeki.

## Geschiedenis
De oblast ontstond op 23 augustus 1944 uit de oblast Leningrad die tijdens de Tweede Wereldoorlog door de nazi’s bezet was, en die na de bevrijding in meerdere delen gesplitst werd.
De oblast bestond uit drieëntwintig rajons. Het district Cholim werd overgedragen naar de oblast Novgorod, de districten Belsk, Iljinsk, en Oezivjatsk werden overgedragen naar de oblast Smolensk. Een aantal rajons werden overgedragen aan de oblast Kalinin.
Op 10 maart werden er vier rajons aan het territorium toegevoegd. In 1494 werd de zetel van het rajon Prichabski verplaatst naar Oesmyn, en in 1948 werd dit rajon hernoemd naar de nieuwe hoofdplaats. In 1952 werd het rajon Oest-Doljesk gecreëerd. 
De belangrijkste bestuurder was de voorzitter van het Comité voor Oblasten binnen de Communistische Partij van de Sovjet-Unie, en dit waren:
- 1944–1950 Gregori Mefodjevitsj Bojkatsjov
- 1950–1951 Zachar Filippovitsj Slajkovski
- 1951–1955 Sergej Stepanovitsj Roemjantsev
- 1955–1957 Ivan Petrovitsj Toer

Op 2 oktober 1957 werd de oblast opgeheven het gebied werd verdeeld tussen de oblasten Kalinin en Pskov, waarbij negen districten bij Kalinin kwamen en de rest bij Pskov werd gevoegd.